# Liocarcinus maculatus
Liocarcinus maculatus is een krabbensoort uit de familie van de Polybiidae. De wetenschappelijke naam van de soort is voor het eerst geldig gepubliceerd in 1827 door Risso.